# De Ruyter (Schiff, 1665)

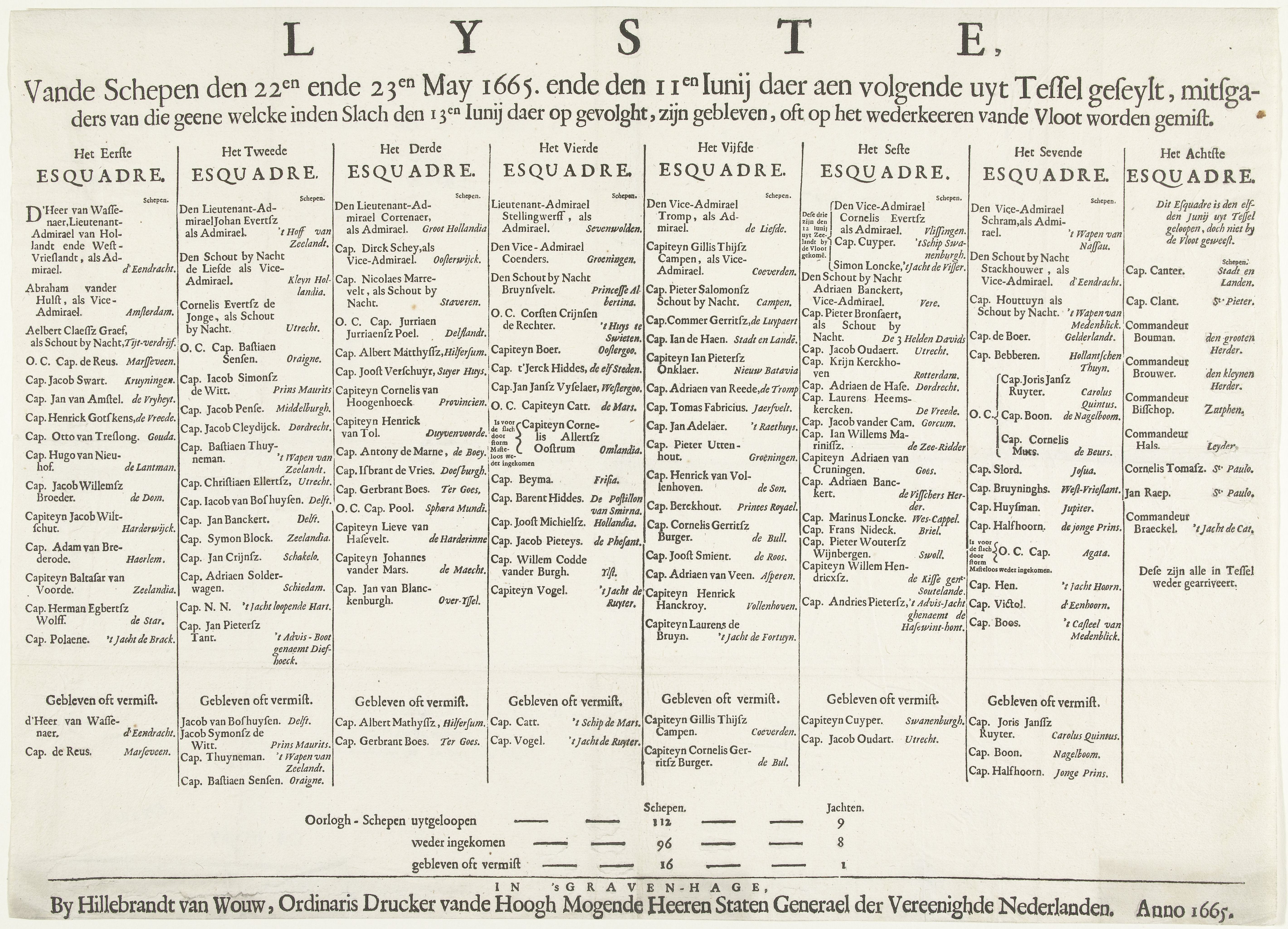
Verlustliste 1665: t' Jacht de Ruyter im Abschnitt Verluste von „Het Vierde Escuadre“

Die De Ruyter war ein zum Kriegsschiff hochgerüstetes kleines Handelsschiff, welches im Englisch-Niederländischer Krieg (1665–1667), zuletzt in der Seeschlacht bei Lowestoft von Kapitän Jan de Vogel geführt wurde.

## Schiffsname
Für dieses Schiff sind in der Literatur folgende, teils gekürzte, teils erweiterte Schreibweisen bekannt:
- Ruyter
- Ruiter
- De Ruyter
- De Ruiter
- t' Jacht de Ruyter
- Geldersche Ruyter

Der Name De Ruyter ist als Schiffsname in den Niederlanden für etliche Schiffe die nach dem Admiral Michiel de Ruyter benannt wurden bekannt. Ruiter ist das niederländische Wort für Reiter. Um im historischen Kontext das Schiff einwandfrei zu identifizieren, sind Zeiten, Kommandanten, Bewaffnung etc. als Hilfestellung möglich. Neben Personen mit dem Namen Ruyter trugen bis in das 21. Jahrhundert etliche Schiffe diesen Namen. Siehe dazu: Liste von Schiffen mit dem Namen De Ruyter und Admiraal de Ruyter.
Dieses Schiff wurde 1665 von der Admiralität Amsterdam als Schiff der Niederländische Ostindien-Kompanie (VOC) in die Kriegsflotte aufgenommen. Aus den Aufzeichnungen ist bekannt: „E.I.C. chamber Amsterdam, yacht, dimensions 95 x 241⁄2 x 101⁄2, height above 53⁄4 , 60 men, 18 guns: 10-6pdr, 6-3pdr, 2-2pdr“. Vermutlich beziehen sich die Maßangaben auf niederländische Maßeinheiten in Fuß und Zoll. Gemäß „R.C. Anderson: Lists of men of war 1650–1700“ führte das Schiff 18 Geschütze und maß 68 englische Fuß Länge und 23 Fuß Breite. Nach der Seeschlacht bei Lowestoft wurde das Schiff in den Beutelisten der englischen Admiralität wie folgt verzeichnet: „t' Jacht de Ruyter, Jan de Vogel (Kapiteynen), Gillis Willemssen (Lieutenanten), 54 (Schips-volk)“.
Bei dem späteren Überfall im Medway wird am 23. Juni 1667 von der Geldersche Ruyter der Einsatz als Brander gegen englische Schiffe berichtet. Mit hoher Wahrscheinlichkeit ist es das gleiche Schiff, das ursprünglich vom Kapitän Jan de Vogel geführt wurde.